# Cimetière de Balham
Le cimetière de Balham est un cimetière situé à Balham, en France.

## Description
Porche en bois remarquable.

## Localisation
Le cimetière est situé sur la commune de Balham, dans le département français des Ardennes.

## Historique
L'édifice est inscrit au titre des monuments historiques en 1926.